# Куп Кремља
Куп Кремља (рус. Кубок Кремля) је професионални тениски турнир, који се игра у затвореној дворани на тврдој подлози. Део је АТП 250 серије турнира, а у женској конкуренцији је турнир премијер серије.
Основан је 1990. године и био је први међународни тениски турнир који се одржавао у тадашњој Русији. Место одржавања је од самог почетка била Олимпијска дворана у Москви да би 2019. такмичење било премештено у дворану Крылатское. У 2018. години мечеве је посматрало више од 81.500 гледалаца.
У почетку су на турниру наступали само мушкарци. Од 1996. године, и жене се такмиче на овом турниру.

## Протекла финала

### Мушкарци појединачно
| Година                     | Победник                | Финалиста             | Резултат                |
| -------------------------- | ----------------------- | --------------------- | ----------------------- |
| ↓ АТП Светска серија ↓     |                         |                       |                         |
| 1990.                      | Андреј Черкасов         | Тим Мејот             | 6:2, 6:1                |
| 1991.                      | Андреј Черкасов (2)     | Јакоб Хласек          | 7:6(7:2), 3:6, 7:6(7:5) |
| 1992.                      | Марк Росе               | Карл-Уве Штеб         | 6:2, 6:2                |
| 1993.                      | Марк Росе (2)           | Патрик Кинен          | 6:4, 6:3                |
| 1994.                      | Александар Волков       | Чак Адамс             | 6:2, 6:4                |
| 1995.                      | Карл-Уве Штеб           | Данијел Вацек         | 7:6(7:5), 3:6, 7:6(8:6) |
| 1996.                      | Горан Иванишевић        | Јевгениј Кафељников   | 3:6, 6:1, 6:3           |
| 1997.                      | Јевгениј Кафељников     | Петр Корда            | 7:6(7:2), 6:4           |
| 1998.                      | Јевгениј Кафељников (2) | Горан Иванишевић      | 7:6(7:2), 7:6(7:5)      |
| 1999.                      | Јевгениј Кафељников (3) | Бајрон Блек           | 7:6(7:2), 6:4           |
| ↓ АТП Међународна серија ↓ |                         |                       |                         |
| 2000.                      | Јевгениј Кафељников (4) | Давид Принозил        | 6:2, 7:5                |
| 2001.                      | Јевгениј Кафељников (5) | Никола Кифер          | 6:4, 7:5                |
| 2002.                      | Пол-Анри Матје          | Шенг Схалкен          | 4:6, 6:2, 6:0           |
| 2003.                      | Тејлор Дент             | Саргис Саргсијан      | 7:6(7:5), 6:4           |
| 2004.                      | Николај Давиденко       | Грег Руседски         | 3:6, 6:3, 7:5           |
| 2005.                      | Игор Андрејев           | Никола Кифер          | 5:7, 7:6(7:3), 6:2      |
| 2006.                      | Николај Давиденко (2)   | Марат Сафин           | 6:4, 5:7, 6:4           |
| 2007.                      | Николај Давиденко (3)   | Пол-Анри Матје        | 7:5, 7:6(11:9)          |
| 2008.                      | Игор Куњицин            | Марат Сафин           | 7:6(8:6), 6:7(4:7), 6:3 |
| ↓ АТП 250 серија ↓         |                         |                       |                         |
| 2009.                      | Михаил Јужни            | Јанко Типсаревић      | 6:7(5:7), 6:0, 6:4      |
| 2010.                      | Виктор Троицки          | Маркос Багдатис       | 3:6, 6:4, 6:3           |
| 2011.                      | Јанко Типсаревић        | Виктор Троицки        | 6:4, 6:2                |
| 2012.                      | Андреас Сепи            | Томаз Белучи          | 3:6, 7:6(7:3), 6:3      |
| 2013.                      | Ришар Гаске             | Михаил Кукушкин       | 4:6, 6:4, 6:4           |
| 2014.                      | Марин Чилић             | Роберто Баутиста Агут | 6:4, 6:4                |
| 2015.                      | Марин Чилић (2)         | Роберто Баутиста Агут | 6:4, 6:4                |
| 2016.                      | Пабло Карењо Буста      | Фабио Фоњини          | 4:6, 6:3, 6:2           |
| 2017.                      | Дамир Џумхур            | Ричардас Беранкис     | 6:2, 1:6, 6:4           |
| 2018.                      | Карен Хачанов           | Адријан Манарино      | 6:2, 6:2                |
| 2019.                      | Андреј Рубљов           | Адријан Манарино      | 6:4, 6:0                |

### Мушки парови
| Година                     | Победници                           | Финалисти                          | Резултат              |
| -------------------------- | ----------------------------------- | ---------------------------------- | --------------------- |
| ↓ АТП Светска серија ↓     |                                     |                                    |                       |
| 1990.                      | Хендрик Јан Давидс Паул Хархојс     | Џон Фицџералд Андерс Јерид         | 6:4, 7:6              |
| 1991.                      | Ерик Јелен Карл-Уве Штеб            | Андреј Черкасов Александар Волков  | 6:4, 7:6              |
| 1992.                      | Маријус Барнард Џон-Лафни де Јагер  | Дејвид Адамс Андреј Ољховски       | 6:4, 3:6, 7:6         |
| 1993.                      | Јако Елтинг Паул Хархојс (2)        | Јан Апел Јонас Бјеркман            | 6:1 (предаја)         |
| 1994.                      | Јако Елтинг (2) Паул Хархојс (3)    | Дејвид Адамс Андреј Ољховски       | предаја               |
| 1995.                      | Бајрон Блек Џаред Палмер            | Томи Хо Брет Стивен                | 6:4, 3:6, 6:3         |
| 1996.                      | Рик Лич Андреј Ољховски             | Јиржи Новак Давид Рикл             | 4:6, 6:1, 6:2         |
| 1997.                      | Мартин Дам Цирил Сук                | Дејвид Адамс Фабрис Санторо        | 6:4, 6:3              |
| 1998.                      | Џаред Палмер (2) Џеф Таранго        | Јевгениј Кафељников Данијел Вацек  | 6:4, 6:7, 6:2         |
| 1999.                      | Џастин Гимелстоб Данијел Вацек      | Андреј Медведев Марат Сафин        | 6:2, 6:1              |
| ↓ АТП Међународна серија ↓ |                                     |                                    |                       |
| 2000.                      | Јонас Бјеркман Давид Принозил       | Јиржи Новак Давид Рикл             | 6:2, 6:3              |
| 2001.                      | Макс Мирни Сандон Стол              | Махеш Бупати Џеф Таранго           | 6:3, 6:0              |
| 2002.                      | Роџер Федерер Макс Мирни (2)        | Џошуа Игл Сандон Стол              | 6:4, 7:6(7:0)         |
| 2003.                      | Махеш Бупати Макс Мирни (3)         | Вејн Блек Кевин Улијет             | 6:3, 7:5              |
| 2004.                      | Игор Андрејев Николај Давиденко     | Махеш Бупати Јонас Бјеркман        | 3:6, 6:3, 6:4         |
| 2005.                      | Макс Мирни (4) Михаил Јужни         | Игор Андрејев Николај Давиденко    | 5:1, 5:1              |
| 2006.                      | Фабрис Санторо Ненад Зимоњић        | Франтишек Чермак Јарослав Левински | 6:1, 7:5              |
| 2007.                      | Марат Сафин Дмитриј Турсунов        | Томаш Цибулец Ловро Зовко          | 6:4, 6:2              |
| 2008.                      | Сергиј Стаховски Потито Стараче     | Стивен Хас Рос Хачинс              | 7:6(7:4), 2:6, [10:6] |
| ↓ АТП 250 серија ↓         |                                     |                                    |                       |
| 2009.                      | Пабло Куевас Марсел Гранољерс       | Франтишек Чермак Михал Мертињак    | 4:6, 7:5, [10:8]      |
| 2010.                      | Игор Куњицин Дмитриј Турсунов (2)   | Јанко Типсаревић Виктор Троицки    | 7:6(10:8), 6:3        |
| 2011.                      | Франтишек Чермак Филип Полашек      | Карлос Берлок Давид Мареро         | 6:3, 6:1              |
| 2012.                      | Франтишек Чермак (2) Михал Мертињак | Симоне Болели Данијеле Брачали     | 7:5, 6:3              |
| 2013.                      | Михаил Елгин Денис Истомин          | Кен Скупски Нил Скупски            | 6:2, 1:6, [14:12]     |
| 2014.                      | Франтишек Чермак (3) Јиржи Весели   | Самјуел Грот Крис Гучиони          | 7:6(7:2), 7:5         |
| 2015.                      | Андреј Рубљов Дмитриј Турсунов (3)  | Раду Албот Франтишек Чермак        | 2:6, 6:1, [10:6]      |
| 2016.                      | Хуан Себастијан Кабал Роберт Фара   | Јулијан Ноул Јирген Мелцер         | 7:5, 4:6, [10:5]      |
| 2017.                      | Макс Мирни (5) Филип Освалд         | Дамир Џумхур Антонио Шанчић        | 6:3, 7:5              |
| 2018.                      | Остин Крајичек Раџив Рам            | Макс Мирни Филип Освалд            | 7:6(7:4), 6:4         |
| 2019.                      | Марсело Демолинер Матве Миделкоп    | Симоне Болели Андрес Молтени       | 6:1, 6:2              |

### Жене појединачно
| Година                | Победница               | Финалисткиња            | Резултат           |
| --------------------- | ----------------------- | ----------------------- | ------------------ |
| 1996.                 | Кончита Мартинез        | Барбара Паулус          | 6:1, 4:6, 6:4      |
| ↓ Турнир категорије ↓ |                         |                         |                    |
| 1997.                 | Јана Новотна            | Ај Сугијама             | 6:3, 6:4           |
| 1998.                 | Мери Пирс               | Моника Селеш            | 7:6(7:2), 6:3      |
| 1999.                 | Натали Тозија           | Барбара Шет             | 2:6, 6:4, 6:1      |
| 2000.                 | Мартина Хингис          | Ана Курњикова           | 6:3, 6:1           |
| 2001.                 | Јелена Докић            | Јелена Дементјева       | 6:3, 6:3           |
| 2002.                 | Магдалена Малејева      | Линдси Давенпорт        | 5:7, 6:3, 7:6(7:4) |
| 2003.                 | Анастасија Мискина      | Амели Моресмо           | 6:2, 6:4           |
| 2004.                 | Анастасија Мискина (2)  | Јелена Дементјева       | 7:5, 6:0           |
| 2005.                 | Мери Пирс (2)           | Франческа Скјавоне      | 6:4, 6:3           |
| 2006.                 | Ана Чакветадзе          | Нађа Петрова            | 6:4, 6:4           |
| 2007.                 | Јелена Дементјева       | Серена Вилијамс         | 5:7, 6:1, 6:1      |
| 2008.                 | Јелена Јанковић         | Вера Звонарјова         | 6:2, 6:4           |
| ↓ Премијер серија ↓   |                         |                         |                    |
| 2009.                 | Франческа Скјавоне      | Олга Говорцова          | 6:3, 6:0           |
| 2010.                 | Викторија Азаренка      | Марија Кириленко        | 6:3, 6:4           |
| 2011.                 | Доминика Цибулкова      | Каја Канепи             | 3:6, 7:6(7:1), 7:5 |
| 2012.                 | Каролина Возњацки       | Саманта Стосур          | 6:2, 4:6, 7:5      |
| 2013.                 | Симона Халеп            | Саманта Стосур          | 7:6(7:1), 6:2      |
| 2014.                 | Анастасија Пављученкова | Ирина-Камелија Бегу     | 6:4, 5:7, 6:1      |
| 2015.                 | Светлана Кузњецова      | Анастасија Пављученкова | 6:2, 6:1           |
| 2016.                 | Светлана Кузњецова (2)  | Дарија Гаврилова        | 6:2, 6:1           |
| 2017.                 | Јулија Гергес           | Дарија Касаткина        | 6:1, 6:2           |
| 2018.                 | Дарија Касаткина        | Унс Џабир               | 2:6, 7:6(7:3), 6:4 |
| 2019.                 | Белинда Бенчич          | Анастасија Пављученкова | 3:6, 6:1, 6:1      |

### Женски парови
| Година                | Победнице                              | Финалисткиње                            | Резултат              |
| --------------------- | -------------------------------------- | --------------------------------------- | --------------------- |
| 1996.                 | Наталија Медведева Лариса Нејланд      | Силвија Фарина Елија Барбара Шет        | 7:6(7:5), 4:6, 6:1    |
| ↓ Турнир категорије ↓ |                                        |                                         |                       |
| 1997.                 | Аранча Санчез Викарио Наталија Зверева | Јајук Басуки Каролин Вис                | 5:3 (предаја)         |
| 1998.                 | Мери Пирс Наталија Зверева (2)         | Лиса Рејмонд Рене Стабс                 | 6:3, 6:4              |
| 1999.                 | Лиса Рејмонд Рене Стабс                | Жили Алар-Декижи Анке Хубер             | 6:1, 6:0              |
| 2000.                 | Жили Алар-Декижи Ај Сугијама           | Мартина Хингис Ана Курњикова            | 4:6, 6:4, 7:6(7:5)    |
| 2001.                 | Мартина Хингис Ана Курњикова           | Јелена Дементјева Лина Красноруцка      | 7:6(7:1), 6:3         |
| 2002.                 | Јелена Дементјева Јанете Хусарова      | Јелена Докић Нађа Петрова               | 2:6, 6:3, 7:6(9:7)    |
| 2003.                 | Нађа Петрова Меган Шонеси              | Анастасија Мискина Вера Звонарјова      | 6:3, 6:4              |
| 2004.                 | Анастасија Мискина Вера Звонарјова     | Вирхинија Руано Паскуал Паола Суарез    | 6:3, 4:6, 6:2         |
| 2005.                 | Лиса Рејмонд (2) Саманта Стосур        | Кара Блек Рене Стабс                    | 6:2, 6:4              |
| 2006.                 | Квјета Пешке Франческа Скјавоне        | Ивета Бенешова Галина Воскобојева       | 6:4, 6:7(4:7), 6:1    |
| 2007.                 | Кара Блек Лизел Хубер                  | Викторија Азаренка Татјана Пучак        | 4:6, 6:1, [10:7]      |
| 2008.                 | Нађа Петрова (2) Катарина Среботник    | Кара Блек Лизел Хубер                   | 6:4, 6:4              |
| ↓ Премијер серија ↓   |                                        |                                         |                       |
| 2009.                 | Марија Кириленко Нађа Петрова (3)      | Марија Кондратјева Клара Закопалова     | 6:2, 6:2              |
| 2010.                 | Жисела Дулко Флавија Пенета            | Сара Ерани Марија Хосе Мартинез Санчез  | 6:3, 2:6, [10:6]      |
| 2011.                 | Ванја Кинг Јарослава Шведова           | Анастасија Родионова Галина Воскобојева | 7:6(7:3), 6:3         |
| 2012.                 | Јекатерина Макарова Јелена Веснина     | Марија Кириленко Нађа Петрова           | 6:3, 1:6, [10:8]      |
| 2013.                 | Светлана Кузњецова Саманта Стосур (2)  | Ала Кудрјавцева Анастасија Родионова    | 6:1, 1:6, [10:8]      |
| 2014.                 | Мартина Хингис (2) Флавија Пенета (2)  | Каролин Гарсија Аранча Пара Сантонха    | 6:3, 7:5              |
| 2015.                 | Дарија Касаткина Јелена Веснина (2)    | Ирина-Камелија Бегу Моника Никулеску    | 6:3, 6:7(7:9), [10:5] |
| 2016.                 | Андреа Хлавачкова Луција Храдецка      | Дарија Гаврилова Дарија Касаткина       | 4:6, 6:0, [10:7]      |
| 2017.                 | Тимеа Бабош Андреа Хлавачкова (2)      | Никол Меличар Ана Смит                  | 6:2, 3:6, [10:3]      |
| 2018.                 | Александра Панова Лаура Зигемунд       | Дарија Јурак Ралука Олару               | 6:2, 7:6(7:2)         |
| 2019.                 | Шуко Аојама Ена Шибахара               | Кирстен Флипкенс Бетани Матек Сандс     | 6:2, 6:1              |

## Рекорди (тенисери)

### Највише титула у појединачној конкуренцији
- Јевгениј Кафељников: 5 (1997–2001)

### Највише титула у конкуренцији парова
- Макс Мирни: 5 (2001–2003, 2005, 2017)

### Најстарији победник у појединачној конкуренцији
- Андреас Сепи: 28 година (2012)

### Најмлађи победник у појединачној конкуренцији
- Андреј Черкасов: 20 година (1990)

### Најниже рангирани шампион
- Карл-Уве Штеб: 107. место на АТП листи (1995)

### Највише добијених мечева
- Јевгениј Кафељников: 40

Извор: